# 1865 aux échecs
| Années des échecs : 1862 - 1863 - 1864 - 1865 - 1866 - 1867 - 1868    |
| Décennies des échecs : 1830 - 1840 - 1850 - 1860 - 1870 - 1880 - 1890 |

Cet article présente les faits marquants de l'année 1865 aux échecs.

## Championnats nationaux
- Royaume de Prusse, WDSB : Gustav Neumann remporte le championnat de la WDSB[Note 1].

## Naissances
- Jacques Mieses